# Kédange-sur-Canner
Kédange-sur-Canner (alemany Kedingen) és un municipi francès situat al departament del Mosel·la i a la regió del Gran Est. L'any 2017 tenia 1.087 habitants, a l'aiguabarreig del Canner i del Kohlenbach.

## Demografia

### Població
El 2007 la població de fet de Kédange-sur-Canner era de 1.112 persones. Hi havia 417 famílies, de les quals 82 eren unipersonals (45 homes vivint sols i 37 dones vivint soles), 124 parelles sense fills, 157 parelles amb fills i 54 famílies monoparentals amb fills.
Evolució de la població:

### Habitatges
El 2007 hi havia 449 habitatges, 425 eren l'habitatge principal de la família, 2 eren segones residències i 22 estaven desocupats. 385 eren cases i 62 eren apartaments. Dels 425 habitatges principals, 351 estaven ocupats pels seus propietaris, 64 estaven llogats i ocupats pels llogaters i 9 estaven cedits a títol gratuït; 1 tenia una cambra, 9 en tenien dues, 33 en tenien tres, 82 en tenien quatre i 299 en tenien cinc o més. 347 habitatges disposaven pel capbaix d'una plaça de pàrquing. A 166 habitatges hi havia un automòbil i a 217 n'hi havia dos o més.

## Economia
El 2007 la població en edat de treballar era de 733 persones, 508 eren actives i 225 eren inactives. De les 508 persones actives 473 estaven ocupades (263 homes i 210 dones) i 35 estaven aturades (15 homes i 20 dones). De les 225 persones inactives 78 estaven jubilades, 68 estaven estudiant i 79 estaven classificades com a «altres inactius».

### Ingressos
El 2009 a Kédange-sur-Canner hi havia 401 unitats fiscals que integraven 1.064,5 persones, la mediana anual d'ingressos fiscals per persona era de 17.716 €.

### Activitats econòmiques
Dels 43 establiments que hi havia el 2007, 1 era d'una empresa alimentària, 1 d'una empresa de fabricació d'altres productes industrials, 3 d'empreses de construcció, 13 d'empreses de comerç i reparació d'automòbils, 2 d'empreses de transport, 1 d'una empresa d'hostatgeria i restauració, 1 d'una empresa d'informació i comunicació, 2 d'empreses financeres, 1 d'una empresa immobiliària, 4 d'empreses de serveis, 7 d'entitats de l'administració pública i 7 d'empreses classificades com a «altres activitats de serveis».
Dels 12 establiments de servei als particulars que hi havia el 2009, 1 era una oficina de correu, 1 una oficina bancària, 2 funeràries, 3 tallers de reparació d'automòbils i de material agrícola, 1 paleta, 1 lampisteria i 3 perruqueries.
Dels 4 establiments comercials que hi havia el 2009, 1 era una botiga de més de 120 m², 1 una botiga de menys de 120 m² i 2 carnisseries.

## Equipaments sanitaris i escolars
L'únic equipament sanitari que hi havia el 2009 era una farmàcia. El 2009 hi havia una escola maternal i una escola elemental i un institut d'educació secundària.